# Copa Catalunya de waterpolo femenina 2011-2012
La Copa Catalunya absoluta femenina 2011-2012 fou la quarta edició de la Copa Catalunya de waterpolo. Es disputà des del 3 de gener fins al 29 de gener de 2012 i fou organitzada per la Federació Catalana de Natació. Hi participaren deu equips, la majoria dels quals participants de la Lliga estatal. La competició es disputà en dues fases, una primera, en format de fase de regular, i la segona, en format d'eliminació directa. A la primera fase, els clubs participants disputaren una lligueta, agrupats en dos grups de  cinc equips cadascun. Es classificaren per a la següent ronda els quatre primers classificats d'ambdós grups. La segona fase de la competició es disputà amb quarts de final a doble partit i una final a quatre, que se celebrà el 28 i 29 de gener al Complex Esportiu GEiEG Sant Ponç de Girona.
Es proclamà campió el Club Natació Sabadell, que aconseguí el seu tercer títol consecutiu.

## Clubs participants
- Grup Excursionista i Esportiu Gironí
- La Sirena CN Mataró
- Club Natació Manresa
- Club Natació Martorell
- Club Esportiu Mediterrani
- Club Natació Rubí
- Astralpool CN Sabadell
- Club Natació Sant Andreu
- Club Natació Sant Feliu
- Club Natació Terrassa

## Primera fase

### Grup A
|                                       | Equip classificat per la segona fase |
| Nota: Noms dels equips segons l'època |                                      |

| Pos | Equip                  | PJ | PG | PE | PP | GF | GC | DG  | Pts |  | SAB   | MED  | TER  | GEI   | MAN        |
| --- | ---------------------- | -- | -- | -- | -- | -- | -- | --- | --- |  | ----- | ---- | ---- | ----- | ---------- |
| 1   | Astralpool CN Sabadell | 4  | 4  | 0  | 0  | 74 | 28 | +46 | 12  |  | —     | 12–7 | -    | 28–5  | -          |
| 2   | CE Mediterrani         | 4  | 3  | 0  | 1  | 52 | 28 | +24 | 9   |  | -     | —    | 10–6 | -     | 18–3       |
| 3   | CN Terrassa            | 4  | 2  | 0  | 2  | 50 | 43 | +7  | 6   |  | 10–14 | -    | —    | 17–10 | -          |
| 4   | GEiEG                  | 4  | 1  | 0  | 3  | 22 | 62 | −40 | 3   |  | -     | 7–17 | -    | —     | [ Nota 1 ] |
| 5   | CN Manresa             | 4  | 0  | 0  | 4  | 18 | 55 | −37 | 0   |  | 6–20  | -    | 9–17 | -     | —          |

### Grup B
|                                       | Equip classificat per la segona fase |
| Nota: Noms dels equips segons l'època |                                      |

| Pos | Equip               | PJ | PG | PE | PP | GF | GC | DG  | Pts |  | MAT   | STA  | STF  | RUB   | MAR   |
| --- | ------------------- | -- | -- | -- | -- | -- | -- | --- | --- |  | ----- | ---- | ---- | ----- | ----- |
| 1   | CN Mataró La Sirena | 4  | 4  | 0  | 0  | 63 | 28 | +35 | 12  |  | —     | 8–4  | -    | 25–8  | -     |
| 2   | CN Sant Andreu      | 4  | 3  | 0  | 1  | 62 | 32 | +30 | 9   |  | -     | —    | -    | -     | 15–10 |
| 4   | CN Sant Feliu       | 4  | 1  | 0  | 3  | 58 | 44 | +14 | 3   |  | 11–12 | 8–16 | —    | 22–11 | -     |
| 3   | CN Rubí             | 4  | 1  | 0  | 3  | 38 | 82 | −44 | 3   |  | -     | 6–27 | -    | —     | 13–8  |
| 5   | CN Martorell        | 4  | 0  | 0  | 4  | 28 | 63 | −35 | 0   |  | 5–18  | -    | 5–17 | -     | —     |

## Segona fase

### Quadre de competició
|  | Quarts de final        | Quarts de final       | Quarts de final     |                        |                        | Semifinals | Semifinals | Semifinals |  |  | Final | Final | Final |
|  |                        |                       |                     |                        |                        |            |            |            |  |  |       |       |       |
|  | 19 i 20 de gener       |                       |                     |                        |                        |            |            |            |  |  |       |       |       |
|  |                        |                       |                     |                        |                        |            |            |            |  |  |       |       |       |
|  | CN Rubí                | 7                     | 7                   |                        |                        |            |            |            |  |  |       |       |       |
|  | CN Rubí                | 7                     | 7                   | 28 de gener 11:00 CET  |                        |            |            |            |  |  |       |       |       |
|  | Astralpool CN Sabadell | 19                    | 18                  |                        |                        |            |            |            |  |  |       |       |       |
|  | Astralpool CN Sabadell | 19                    | 18                  | Astralpool CN Sabadell | Astralpool CN Sabadell | 12         |            |            |  |  |       |       |       |
|  | 18 i 21 de gener       |                       |                     | Astralpool CN Sabadell | Astralpool CN Sabadell | 12         |            |            |  |  |       |       |       |
|  |                        | CN Terrassa           | CN Terrassa         | 11                     |                        |            |            |            |  |  |       |       |       |
|  | CN Terrassa            | CN Terrassa           | CN Terrassa         | 11                     | 5                      | 10         |            |            |  |  |       |       |       |
|  | CN Terrassa            |                       |                     | 29 de gener 11:00 CET  | 5                      | 10         |            |            |  |  |       |       |       |
|  | CN Sant Andreu         | 8                     | 6                   |                        |                        |            |            |            |  |  |       |       |       |
|  | CN Sant Andreu         | 8                     | 6                   | Astralpool CN Sabadell | Astralpool CN Sabadell | 8          |            |            |  |  |       |       |       |
|  | 19 i 21 de gener       |                       |                     | Astralpool CN Sabadell | Astralpool CN Sabadell | 8          |            |            |  |  |       |       |       |
|  |                        | La Sirena CN Mataró   | La Sirena CN Mataró | 6                      |                        |            |            |            |  |  |       |       |       |
|  | GEiEG                  | La Sirena CN Mataró   | La Sirena CN Mataró | 6                      | 1                      | 3          |            |            |  |  |       |       |       |
|  | GEiEG                  | 28 de gener 12:30 CET |                     |                        | 1                      | 3          |            |            |  |  |       |       |       |
|  | La Sirena CN Mataró    | 15                    | 13                  |                        |                        |            |            |            |  |  |       |       |       |
|  | La Sirena CN Mataró    | 15                    | 13                  | La Sirena CN Mataró    | La Sirena CN Mataró    | 12         |            |            |  |  |       |       |       |
|  | 17 i 21 de gener       |                       |                     | La Sirena CN Mataró    | La Sirena CN Mataró    | 12         |            |            |  |  |       |       |       |
|  |                        | CE Mediterrani        | CE Mediterrani      | 11                     |                        |            |            |            |  |  |       |       |       |
|  | CN Sant Feliu          | CE Mediterrani        | CE Mediterrani      | 11                     | 12                     | 7          |            |            |  |  |       |       |       |
|  | CN Sant Feliu          |                       |                     |                        | 12                     | 7          |            |            |  |  |       |       |       |
|  | CE Mediterrani         | 12                    | 10                  |                        |                        |            |            |            |  |  |       |       |       |
|  | CE Mediterrani         | 12                    | 10                  |                        |                        |            |            |            |  |  |       |       |       |

### Semifinals
L'Astralpool CN Sabadell, el CN Terrassa, La Sirena CN Mataró i el CE Mediterrani disputaren la fase final de la competició, que es disputà el 28 i 29 de gener de 2012 al Complex Esportiu GEiEG Sant Ponç. Fou la primera vegada que es realitzà fora de la província de Barcelona. El torneig estigué marcat per les absències de les jugadores internacionals, que disputaren amb la selecció estatal el Campionat d'Europa d'Eindhoven.

#### Astralpool CN Sabadell vs. CN Terrassa
A la primera semifinal, l'Astralpool CN Sabadell vencé per la mínima al CN Terrassa per un ajustat 12 a 11 i es classificà per a la seva tercera final consecutiva.
| 28 de gener 11:00 CET Acta | Astralpool CN Sabadell                  | 12‐11 | CN Terrassa | Complex Esportiu GEiEG Sant Ponç, Girona |
| 28 de gener 11:00 CET Acta | Resultat per quarts: 3-1, 2-1, 3-4, 4-5 |       |             | Complex Esportiu GEiEG Sant Ponç, Girona |

#### La Sirena CN Mataró vs. CE Mediterrani
A la segona semifinal, La Sirena CN Mataró guanyà a la tanda de penals per 12 a 11 al CE Mediterrani, després d'acabar el temps reglamentari amb empat a vuit. L'equip mataroní es classificà per a la seva tercera final.
| 28 de gener 12:30 CET Acta | La Sirena CN Mataró                                          | 12‐11 | CE Mediterrani | Complex Esportiu GEiEG Sant Ponç, Girona |
| 28 de gener 12:30 CET Acta | Resultat per quarts: 1-2, 1-1, 3-2, 2-2 Tanda de penals: 5-4 |       |                | Complex Esportiu GEiEG Sant Ponç, Girona |

### Final
L'Astralpool CN Sabadell i La Sirena CN Mataró disputaren la final de la IV Copa Catalunya de waterpolo. S'imposà el club sabadellenc per 8 a 6 al club mataroní, després d'un partit amb molta igualtat que es decidí al darrer quart, amb un parcial de 3 a 0. L'Astralpool CN Sabadell guanyà la seva tercera Copa Catalunya de forma consecutiva.
| 29 de gener 11:30 CET Acta | Astralpool CN Sabadell                  | 8‐6  | La Sirena CN Mataró | Complex Esportiu GEiEG Sant Ponç, Girona |
| 29 de gener 11:30 CET Acta | Resultat per quarts: 3-1, 1-2, 1-3, 3-0 |      |                     | Complex Esportiu GEiEG Sant Ponç, Girona |
| 29 de gener 11:30 CET Acta | Lloret 4                                | Gols | Bach 3              | Complex Esportiu GEiEG Sant Ponç, Girona |

| #          | Jugadora            | G  |
| ---------- | ------------------- | -- |
|            | Maria Elena Sánchez | 0  |
|            | Hidalgo             | 0  |
|            | Helena Lloret       | 4  |
|            | Noèlia Mora         | 0  |
|            | Gerschcovsky        | 0  |
|            | Rodríguez           | 0  |
|            | P. Abellan          | 0  |
|            | Carla Abellan       | 0  |
|            | Marina Cordobés     | 1  |
|            | Marta Recio         | 1  |
|            | Olga Domènech       | 2  |
|            | Judith Forca        | 0  |
|            | Cristina Terrado    | 0  |
| Equip      | Equip               | 12 |
| Entrenador |                     |    |
|            |                     |    |

| Campió de la Copa Catalunya 2011-12 |
| ----------------------------------- |
| Astralpool Sabadell Tercer títol    |

| #          | Jugadora               | G |
| ---------- | ---------------------- | - |
|            | Rodríguez              | 0 |
|            | Miriam López-Escribano | 0 |
|            | Carla Graupera         | 1 |
|            | Mar Llisterri          | 1 |
|            | Samsó                  | 0 |
|            | Rigau                  | 0 |
|            | Clara Cambray          | 1 |
|            | Padilla                | 0 |
|            | Marta Bach             | 3 |
|            | Zoila Quesada          | 0 |
|            | Fornàs                 | 0 |
|            | Mas                    | 0 |
|            | Nedderman              | 0 |
| Equip      | Equip                  | 6 |
| Entrenador |                        |   |
|            |                        |   |